# Basse-Rentgen
Basse-Rentgen (fràncic lorenès Nidder-Rentgen) és un municipi francès situat al departament del Mosel·la i a la regió del Gran Est. L'any 2007 tenia 329 habitants.

## Demografia

### Població
El 2007 la població de fet de Basse-Rentgen era de 329 persones. Hi havia 131 famílies, de les quals 25 eren unipersonals (8 homes vivint sols i 17 dones vivint soles), 55 parelles sense fills i 51 parelles amb fills.
La població ha evolucionat segons el següent gràfic:
Habitants censats

### Habitatges
El 2007 hi havia 139 habitatges, 128 eren l'habitatge principal de la família i 11 estaven desocupats. 117 eren cases i 23 eren apartaments. Dels 128 habitatges principals, 105 estaven ocupats pels seus propietaris, 19 estaven llogats i ocupats pels llogaters i 4 estaven cedits a títol gratuït; 3 tenien dues cambres, 11 en tenien tres, 12 en tenien quatre i 103 en tenien cinc o més. 120 habitatges disposaven pel capbaix d'una plaça de pàrquing. A 47 habitatges hi havia un automòbil i a 74 n'hi havia dos o més.

### Piràmide de població
La piràmide de població per edats i sexe el 2009 era:
| Homes | Edats   | Dones |
| ----- | ------- | ----- |
| 0     | 95 o +  | 0     |
| 0     | 90 a 94 | 0     |
| 4     | 85 a 89 | 8     |
| 0     | 80 a 84 | 0     |
| 4     | 75 a 79 | 4     |
| 8     | 70 a 74 | 8     |
| 0     | 65 a 69 | 8     |
| 0     | 60 a 64 | 8     |
| 12    | 55 a 59 | 0     |
| 0     | 50 a 54 | 16    |
| 20    | 45 a 49 | 4     |
| 8     | 40 a 44 | 8     |
| 4     | 35 a 39 | 8     |
| 16    | 30 a 34 | 20    |
| 24    | 25 a 29 | 4     |
| 4     | 20 a 24 | 4     |
| 0     | 15 a 19 | 16    |
| 8     | 10 a 14 | 4     |
| 4     | 5 a 9   | 12    |
| 16    | 0 a 4   | 4     |

## Economia
El 2007 la població en edat de treballar era de 234 persones, 175 eren actives i 59 eren inactives. De les 175 persones actives 170 estaven ocupades (97 homes i 73 dones) i 5 estaven aturades (2 homes i 3 dones). De les 59 persones inactives 18 estaven jubilades, 18 estaven estudiant i 23 estaven classificades com a «altres inactius».

### Ingressos
El 2009 a Basse-Rentgen hi havia 118 unitats fiscals que integraven 286 persones, la mediana anual d'ingressos fiscals per persona era de 23.969 €.

### Activitats econòmiques
Dels 14 establiments que hi havia el 2007, 1 era d'una empresa extractiva, 1 d'una empresa de construcció, 1 d'una empresa de comerç i reparació d'automòbils, 1 d'una empresa de transport, 3 d'empreses d'hostatgeria i restauració, 1 d'una empresa financera, 1 d'una empresa immobiliària, 1 d'una empresa de serveis, 2 d'entitats de l'administració pública i 2 d'empreses classificades com a «altres activitats de serveis».
Dels 3 establiments de servei als particulars que hi havia el 2009, 1 era una lampisteria i 2 restaurants.
L'any 2000 a Basse-Rentgen hi havia 12 explotacions agrícoles que ocupaven un total de 680 hectàrees.

## Equipaments sanitaris i escolars
El 2009 hi havia una escola elemental.

## Poblacions més properes
El següent diagrama mostra les poblacions més properes.